# Església de l'Assumpció de Torrelameu
L'Església parroquial de l'Assumpció és una obra amb elements gòtics i neoclàssics de Torrelameu (Noguera) inclosa a l'Inventari del Patrimoni Arquitectònic de Catalunya. L'església parroquial de l'Assumpció de Torrelameu s'ubica al centre d'aquest petit nucli. Està orientada aproximadament de ponent a llevant, amb la façana principal a l'oest i que afronta amb el carrer Major i la façana lateral dreta que afronta amb la plaça de l'Església.

## Descripció
Consisteix en una església d'una nau amb capelles laterals i un campanar. La façana principal consta de dos aparells constructius diferenciats: Fins a una alçada de tres quartes parts des del terra, està feta amb aparell regular de grans carreus ben escairats de pedra sorrenca lligats amb morter de calç. Les filades, perfectament horitzontals, van reduint el seu gruix en guanyar alçada. La portalada, d'arc de mig punt adovellada, s'adapta a l'aparell, que també té continuïtat en la base quadrada del campanar, a la banda dreta. A sobre de la portalada, hi ha un rosetó (actualment emmarcat amb una faixa de marbre). El campanar és la part de l'edifici que es considera original de la construcció primitiva en estil romànic tardà, datada al segle xiii, mentre que la resta de la façana principal es considera bastida en el segle xvi en estil gòtic.

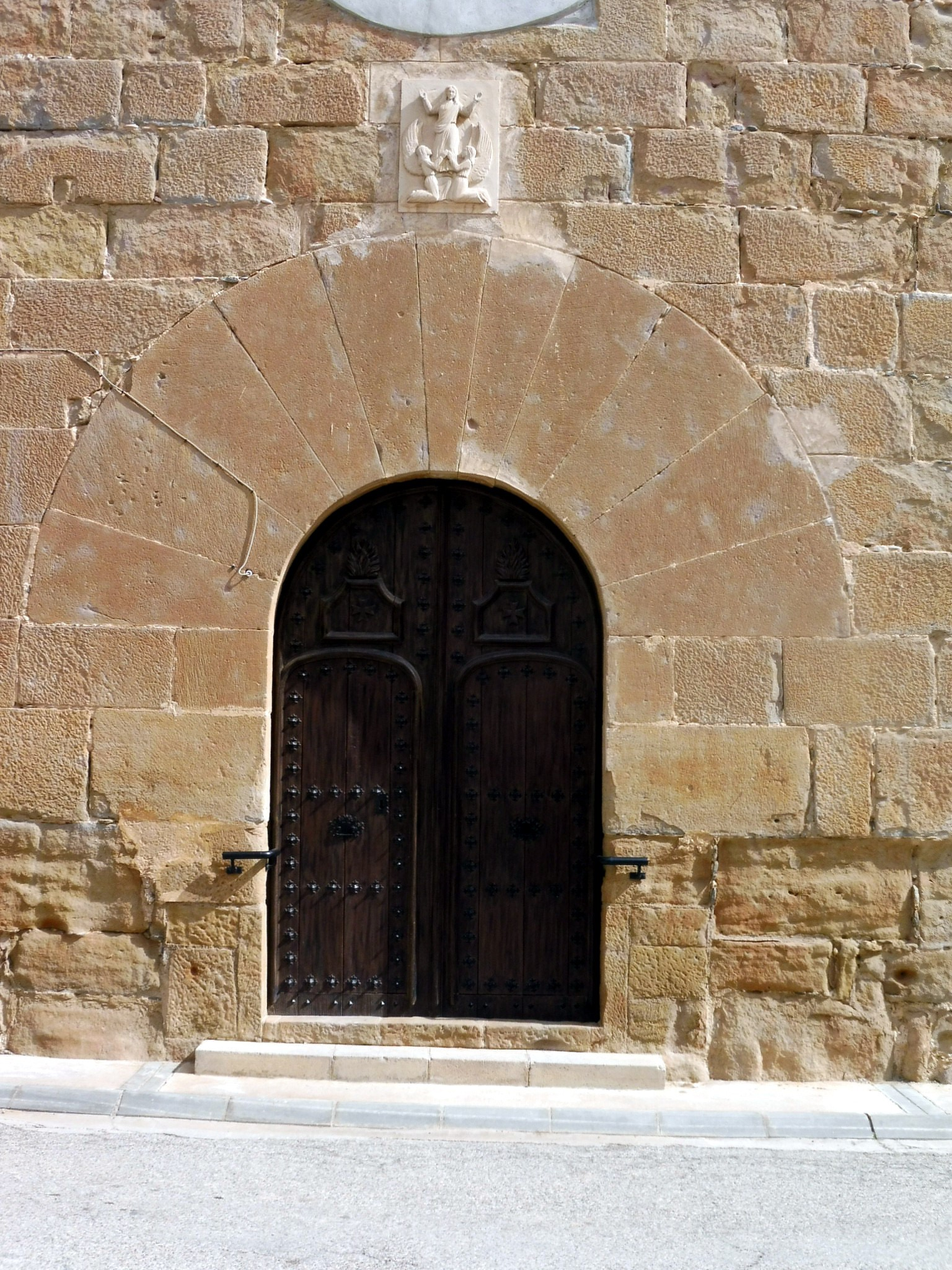
Portal adovellat

A partir de la 18a filada de carreus regulars, just a sobre del rosetó, l'aparell constructiu canvia a un pany de pedra irregular de mida més petita i o poc desbastada, lligada amb morter de calç. Aquesta part de la façana, que hom ha suposat que correspon a la reforma de les cobertes el segle xviii, acaba amb un frontó sota la teulada a doble vessant.
El campanar és de base quadrada, constituït íntegrament en aparell regular de carreus ben escairats de pedra sorrenca, amb quatre obertures d'arc de punt rodó i rematat amb una cornisa emmotllurada. Contemporàniament s'hi ha afegit un cos superior de ciment.
La façana lateral dreta mostra de fet els murs exteriors de les capelles laterals que s'adapten a la línia que marca el campanar. Conté també dos aparells constructius diferenciats: Aparell regular el la capella adjacent al campanar i aparell irregular per l'altra. Totes dues capelles però, es va recréixer amb sengles panys de morter. En la capella meridional s'obren dos ulls de bou.
La façana lateral esquerra també consta de dues fases encara que totes dues estan fetes amb morter. La inferior fins l'alçada on a la façana principal l'aparell canvia i a partir d'una línia horitzontal marcada per maons, la superior que correspon a la reforma del segle xviii. El ràfec en aquesta banda és de quatre nivells de teula i maó.
A l'interior es reflecteix aquesta reforma del segle XVIII: la nau és coberta per una volta de canó de llunetes i amb arcs torals que recolzen sobre impostes i un entaulament amb mènsules classicitzants, excepte el del presbiteri, que recolza sobre pilastres. La capçalera té un absis poligonal, afegit també a la reforma del segle xviii. La conca absidal se sosté mitjançant trompes i està decorat amb una petxina motllurada en guix. Les dues capelles laterals estan dedicades a la Mare de Déu del Roser i a Santa Teresa. Es destaca la del Roser, obra de 1606, que conserva els enteixinats de guix amb cassetons decorats amb motius florals. Als peus de la nau hi ha el cor, elevat i sostingut per una volta estelada.

## Història
Torrelameu és esmentat documentalment per primera vegada l'any 1093 com una almúnia sarraïna pertanyent a Balaguer. El lloc fou conquerit pel comte d'Urgell Ermengol VI cap al 1147 i fou integrat a la comanda templera de Corbins. Amb l'abolició dels templers, el 1317 Torrelameu va passar a l'orde de l'Hospital, que en detindrà la senyoria fins a la desamortització del segle xix.
De la seva parròquia se sap que devia tenir un origen a finals del segle xii i que la part més antiga de la construcció, el campanar, fet en estil romànic tardà, s'ha datat al segle xiii. Es va reformar i ampliar el segle xvi en estil gòtic i posteriorment, el segle xviii es va reformar la coberta i part de l'interior en un estil barroc classicitzant.
L'any 1986 s'hi van realitzar obres de restauració amb subvenció concedida pel Departament de Cultura de la Generalitat de Catalunya.